# Ladislaus Simacek
Ladislaus Simacek, född 20 november 1913, död 19 mars 2004, var en friidrottare från Österrike. Han deltog vid olympiska sommarspelen 1936.